# Callao (stanice metra v Madridu)
Callao (plným názvem španělsky Estación de Callao) je stanice metra v Madridu. Nachází se pod náměstím Plaza del Callao, které tvoří křižovatku ulic Preciados, Jacometrezo a Gran Vía. Toto místo se nachází v centru města, nedaleko od náměstí Puerta del Sol. Náměstí nese jméno po peruánském přístavu Callao, kde proběhla roku 1866 bitva u Callaa. Ve stanici se kříží linky metra 3 a 5. Stanice leží v tarifním pásmu A a je bezbariérově přístupná.

## Historie
Stanice vznikla jako konečná při prodloužení linky 3 ze stanice Sol do stanice Argüelles a byla uvedena do provozu 15. července 1941. Stanice se stala přestupní 5. června 1968, kdy byl otevřen první úsek linky 5, který vedl právě ze stanice Callao do stanice Carabanchel.
Z kapacitních důvodů došlo během let 2004–2006 k velké rekonstrukci a prodloužení nástupišť z 60 na 90 m stanice na lince 3 (v rámci celkové rekonstrukce linky 3). Na rozdíl od ostatních stanic bylo toto rozšíření provedeno pomocí madridské tunelovací metody.

## Popis
Stanice linky 3 se nachází poměrně mělko pod náměstím Plaza del Callao a sleduje osu Gran Vía – calle Preciados, stanice linky 5 se nachází hlouběji v ose ulic calle de Jacometrezo a Gran Vía, se stanicí linky 3 svírá úhel cca 30°. Stanice má dva vestibuly – v ulici Jacometrezo a na náměstí Plaza del Callao. Stěny jsou obloženy Vitrexem žluté barvy.
V okolí stanice zastavují autobusy linek 1, 2, 44, 46, 74, 75, 133, 146, 147 a 148.

## Fotogalerie

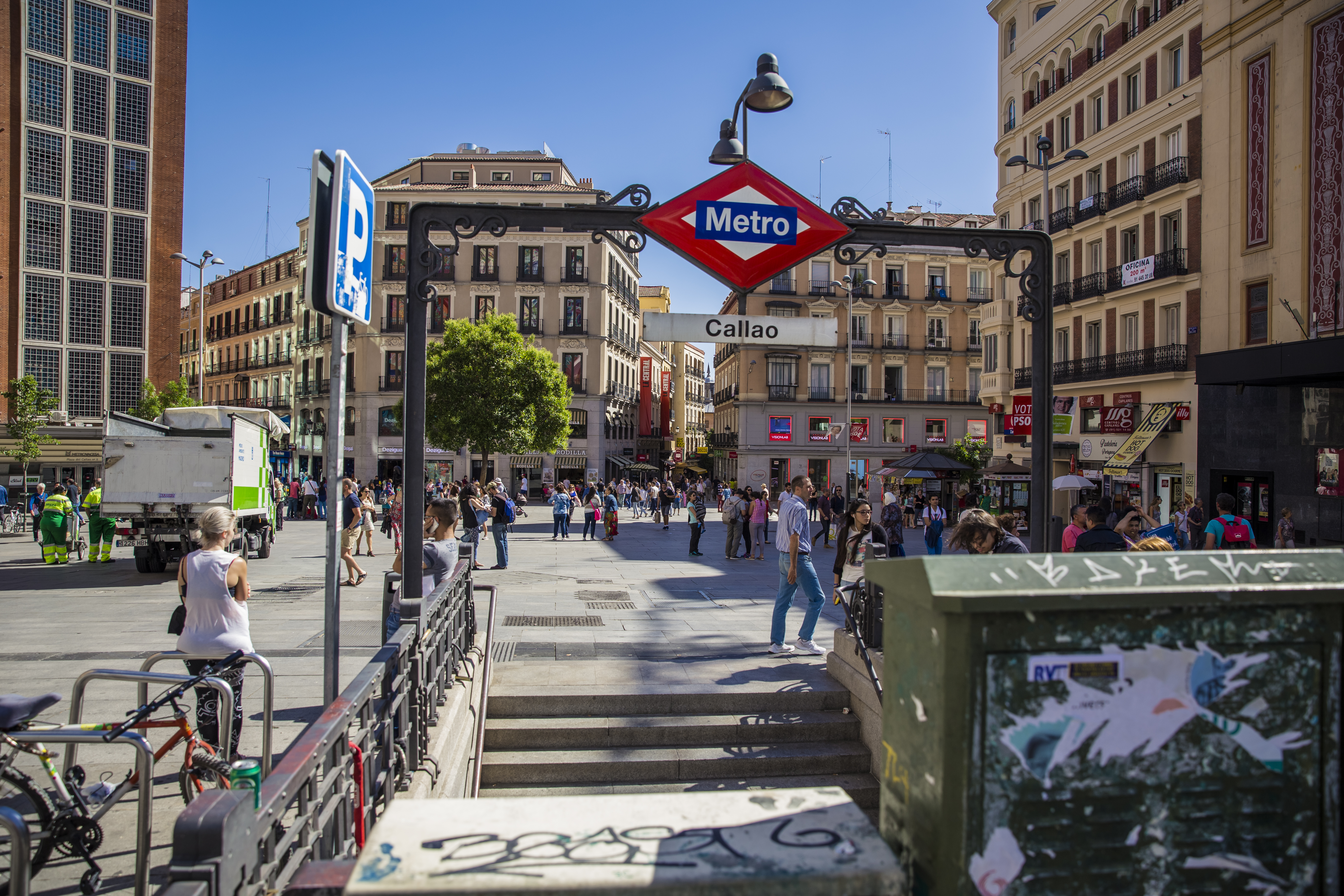
Vstup do stanice
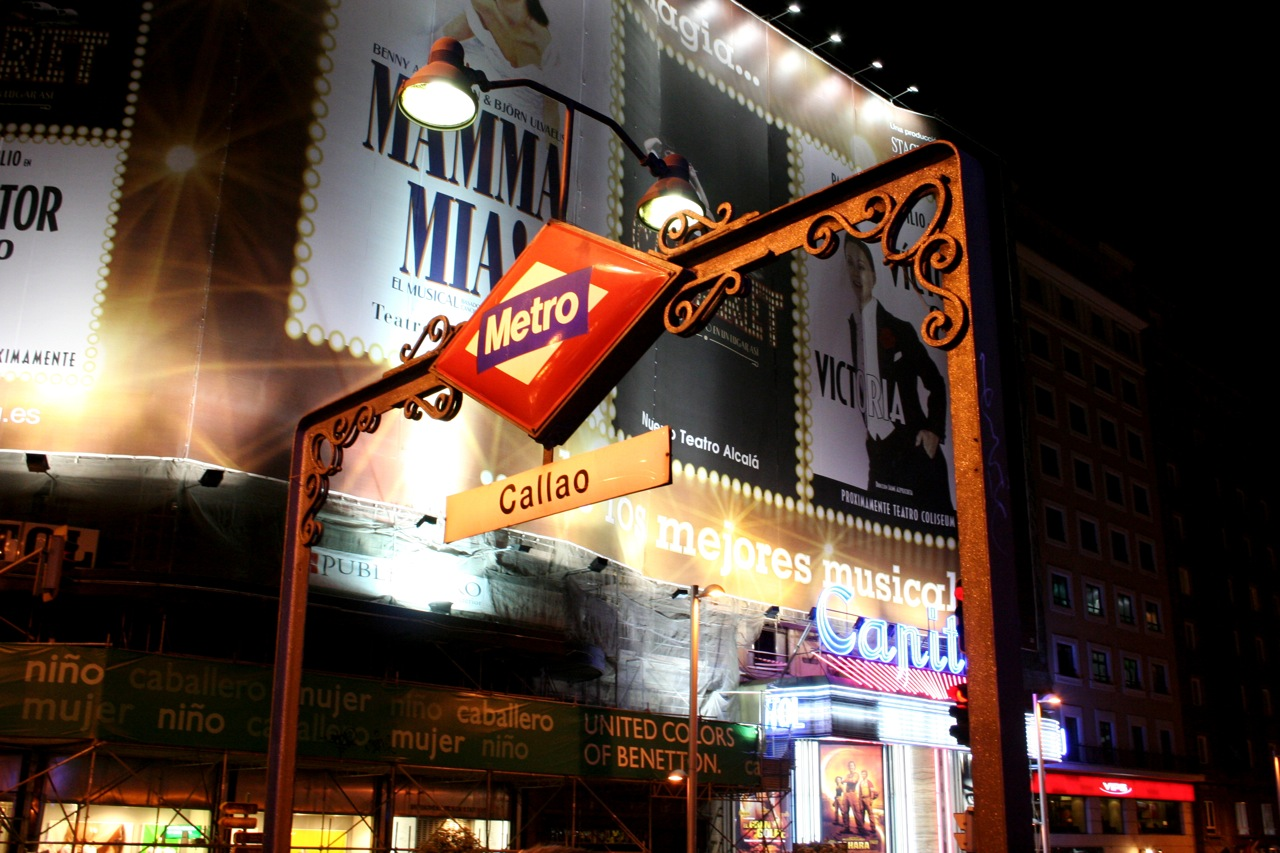
Noční fotografie vstupu
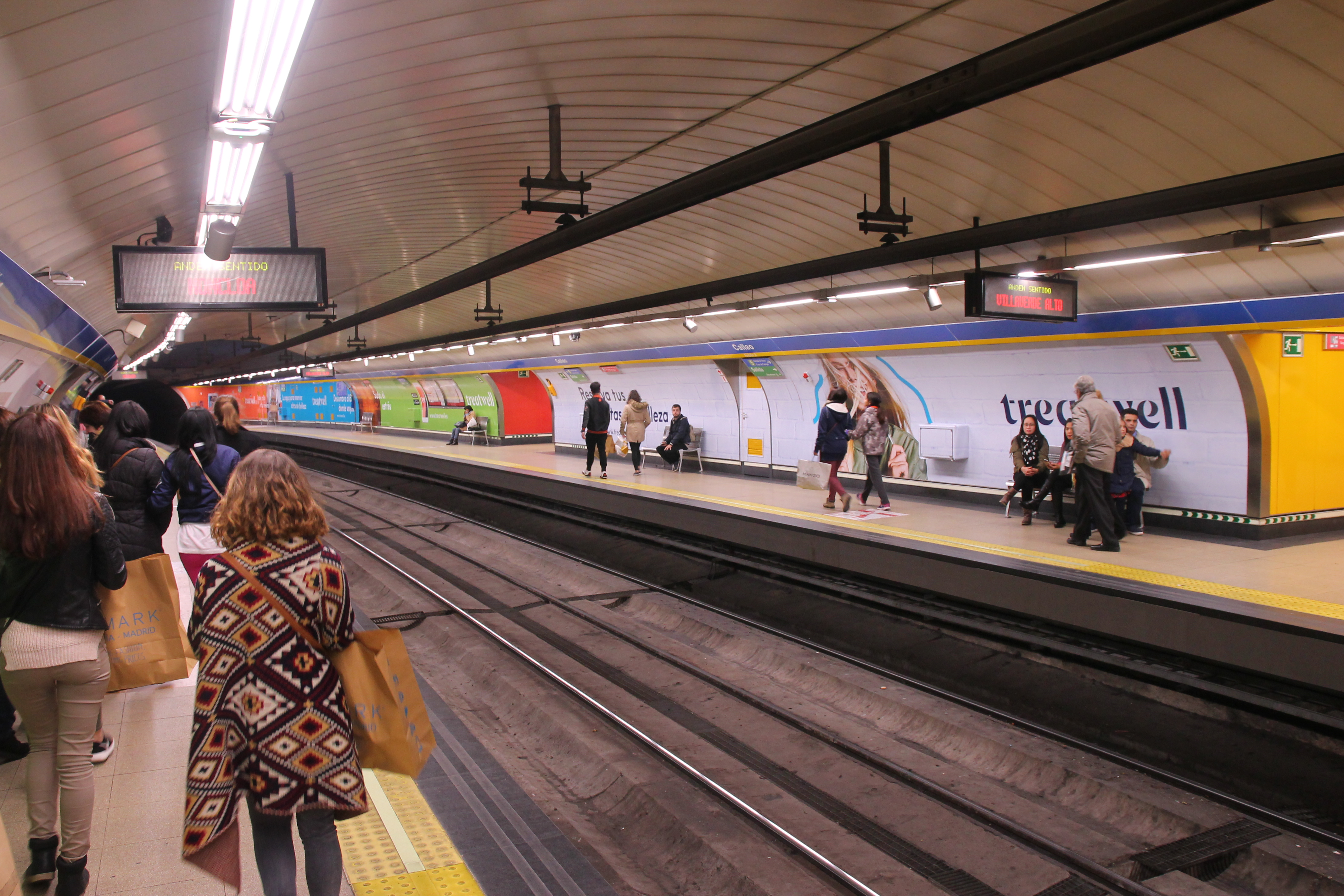
Nástupiště linky 3
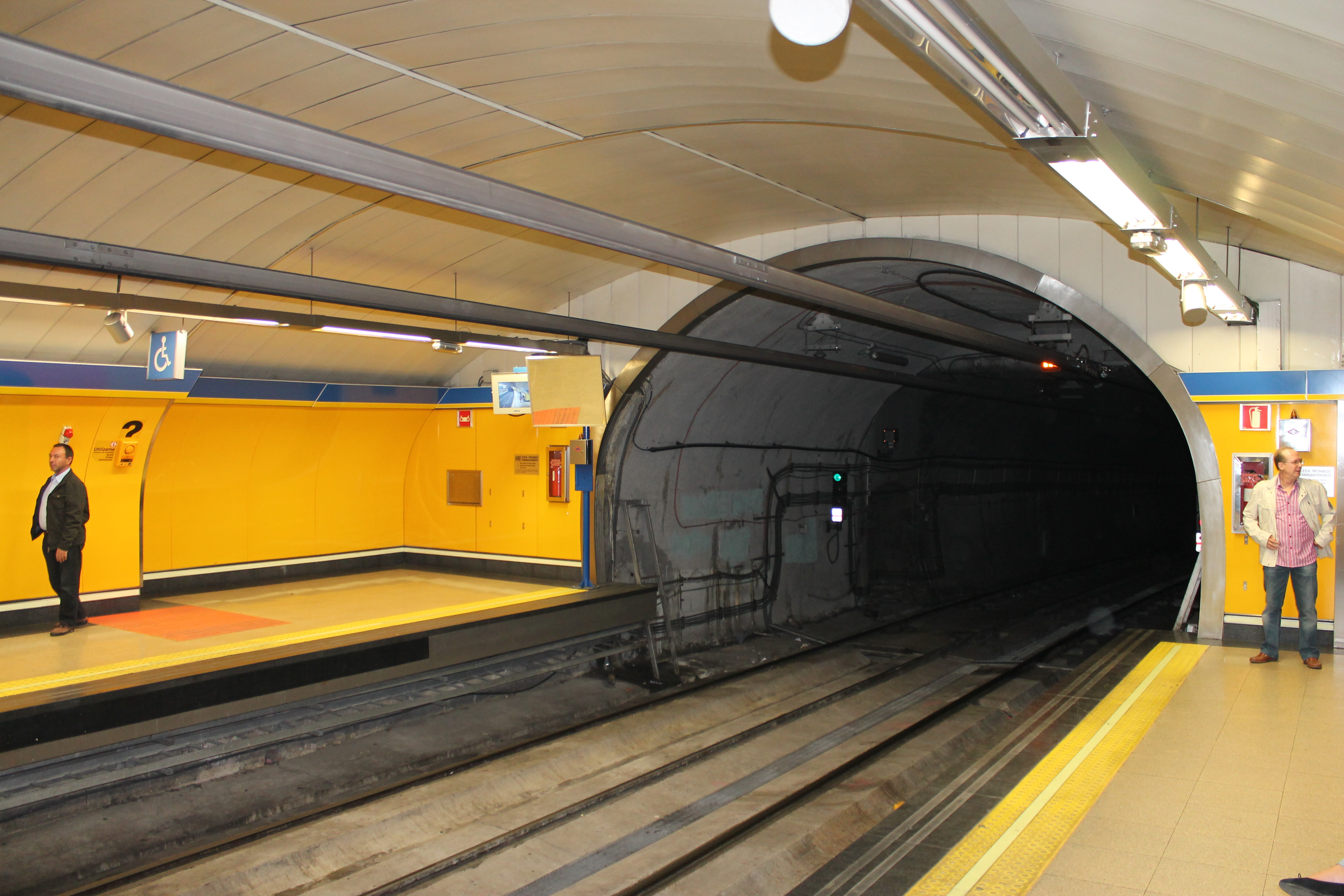
Nástupiště linky 3
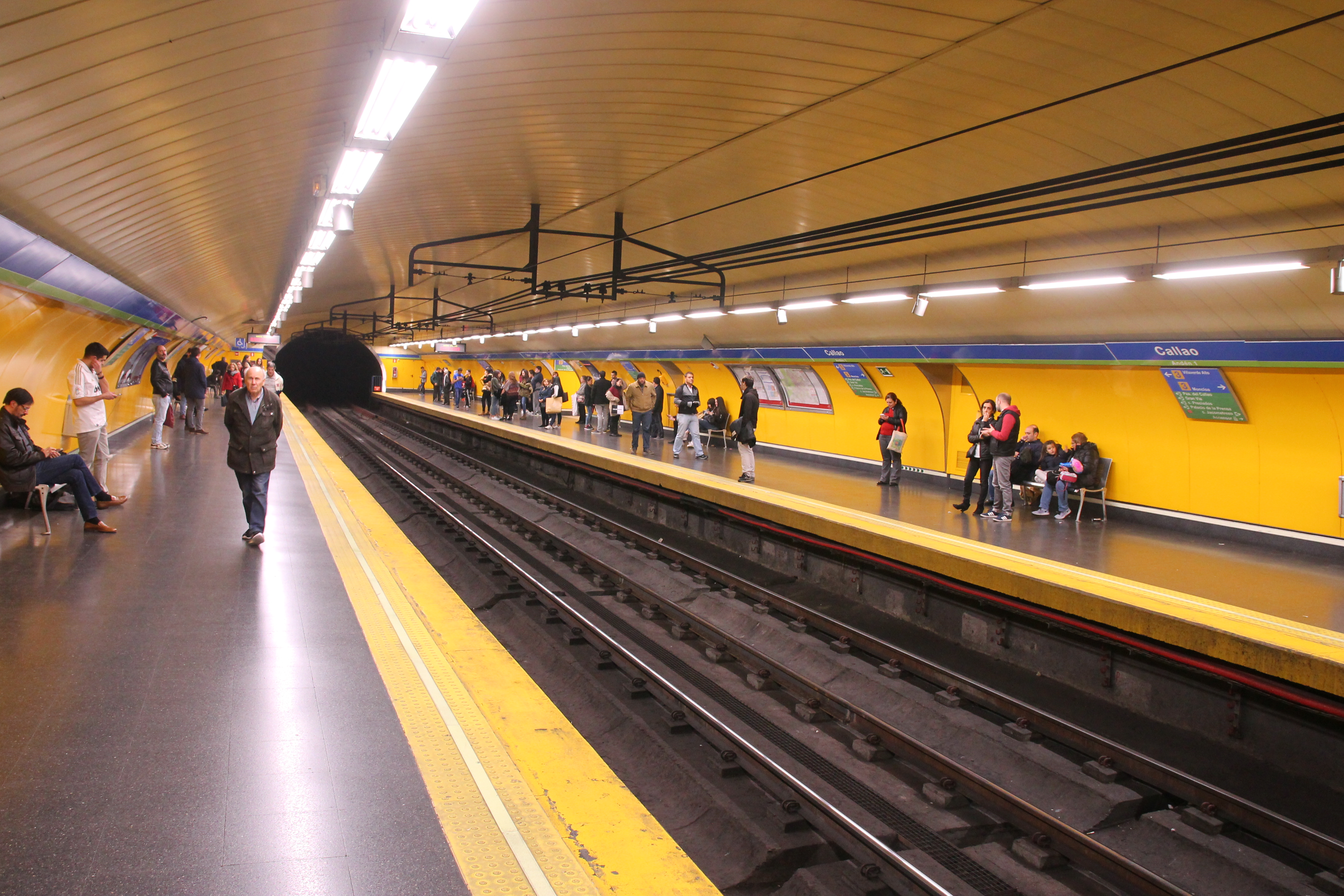
Nástupiště linky 5
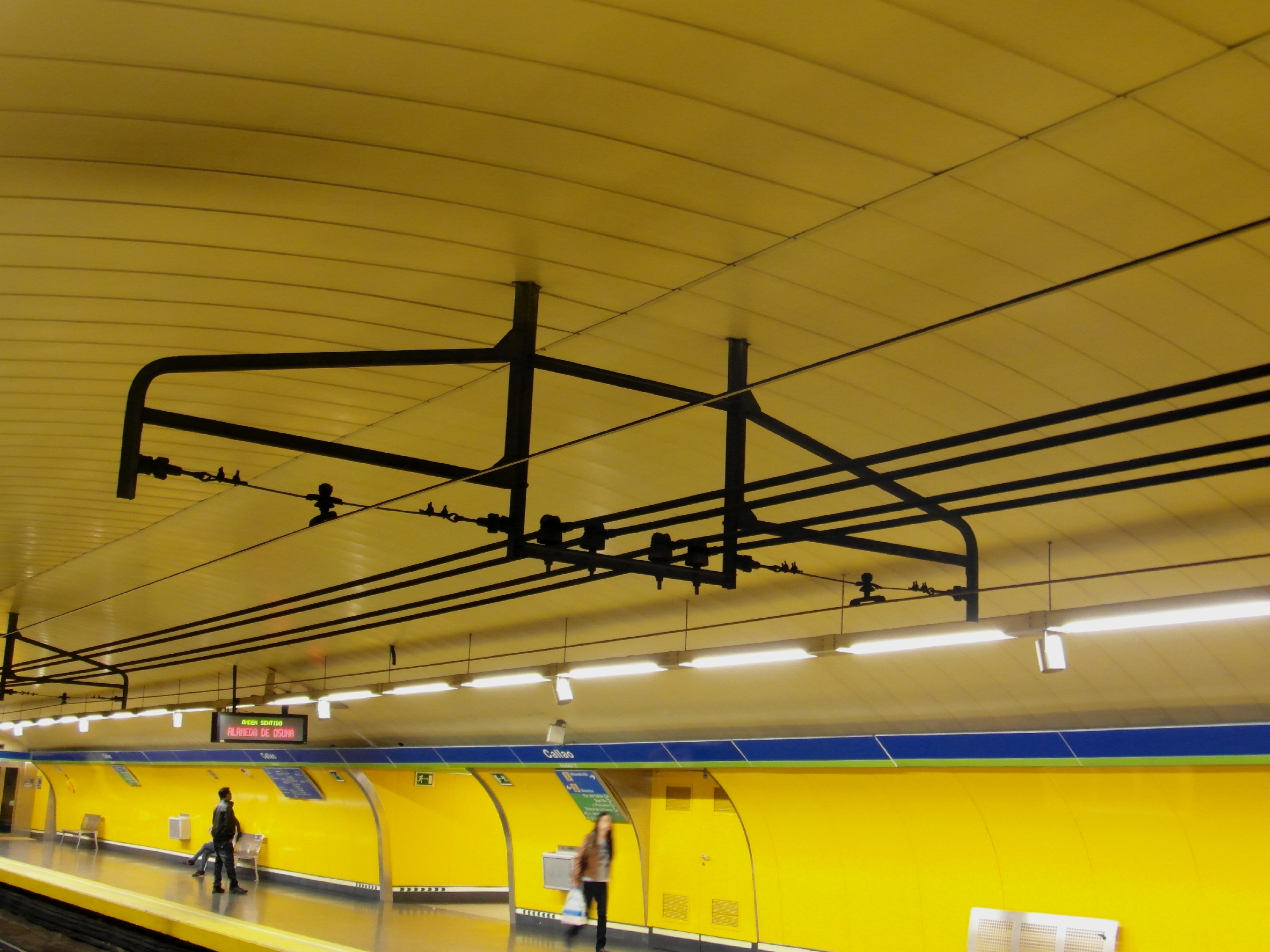
Původní tramvajové trakční vedení na lince 5
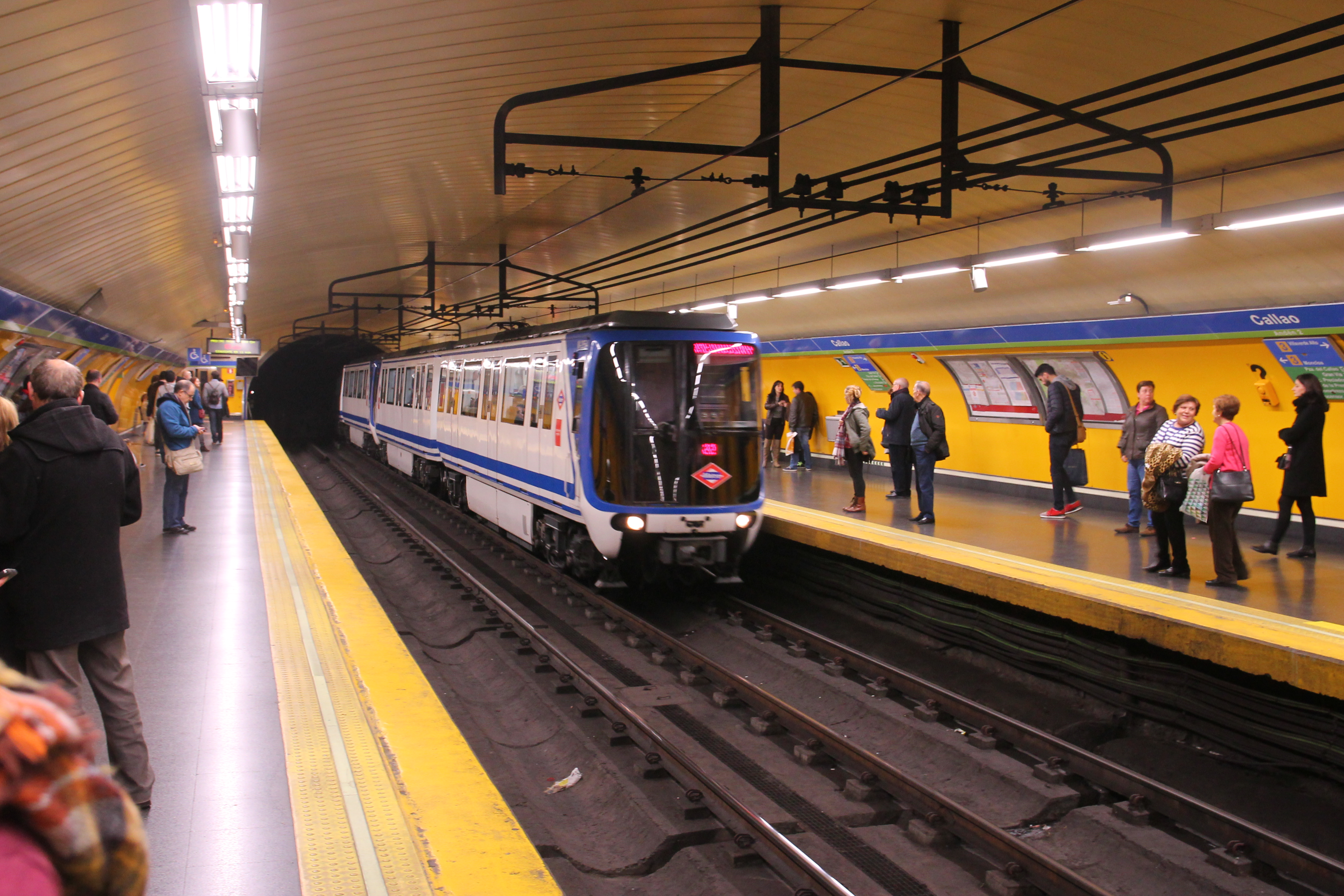
Vlak řady 2000B ve stanici linky 5
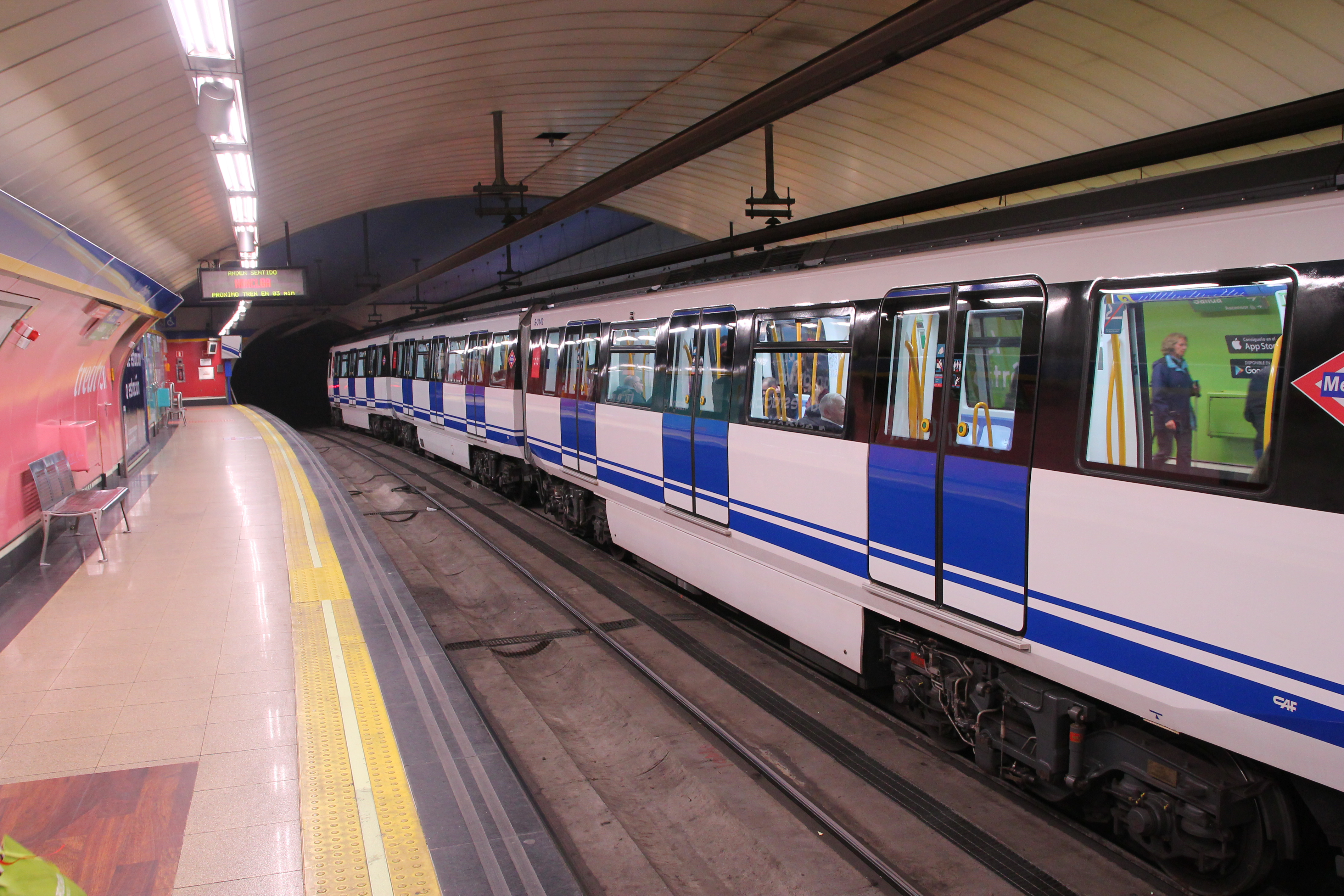
Vlak řady 3000 ve stanici linky 3
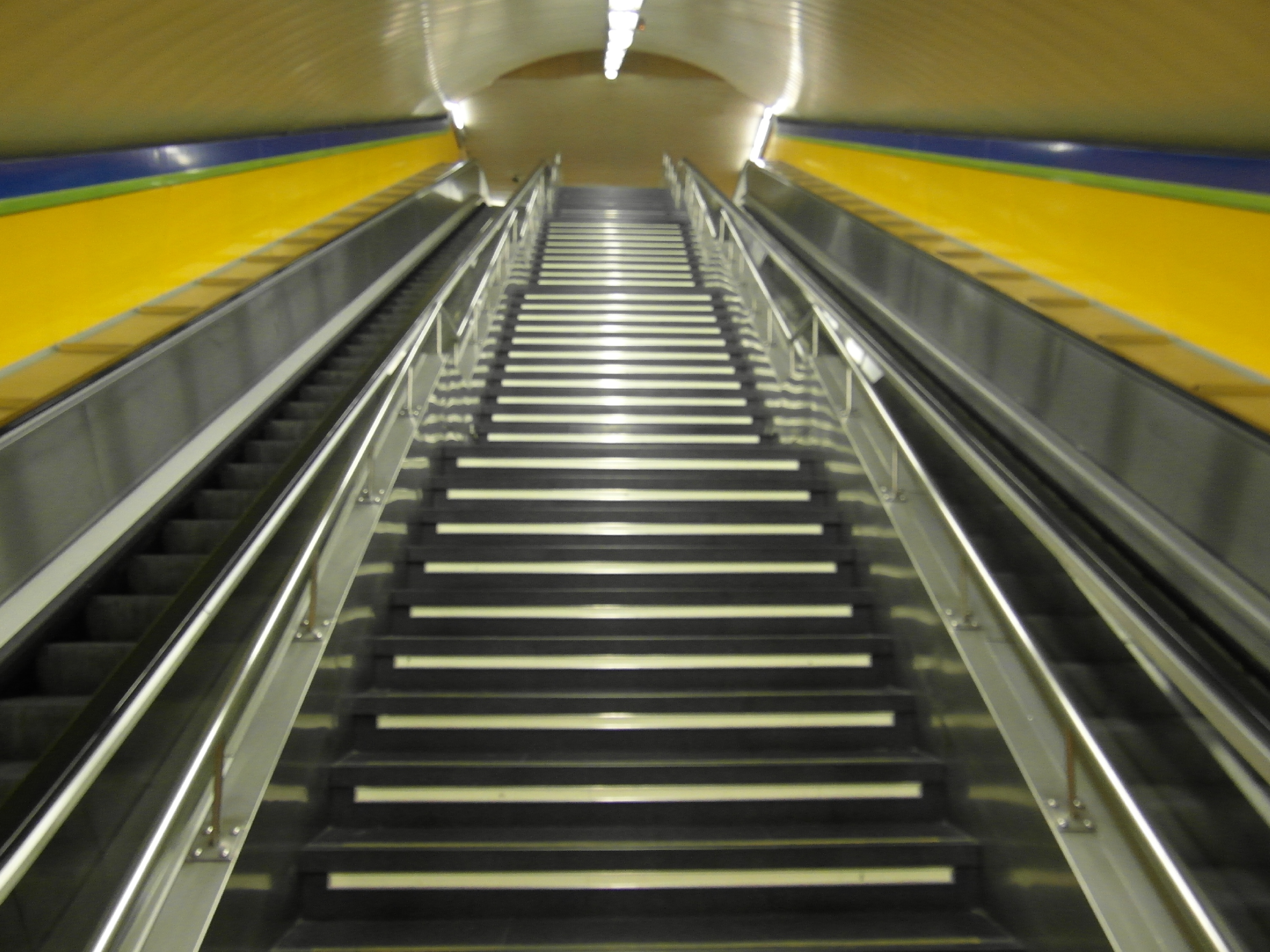
Schodiště na lince 5
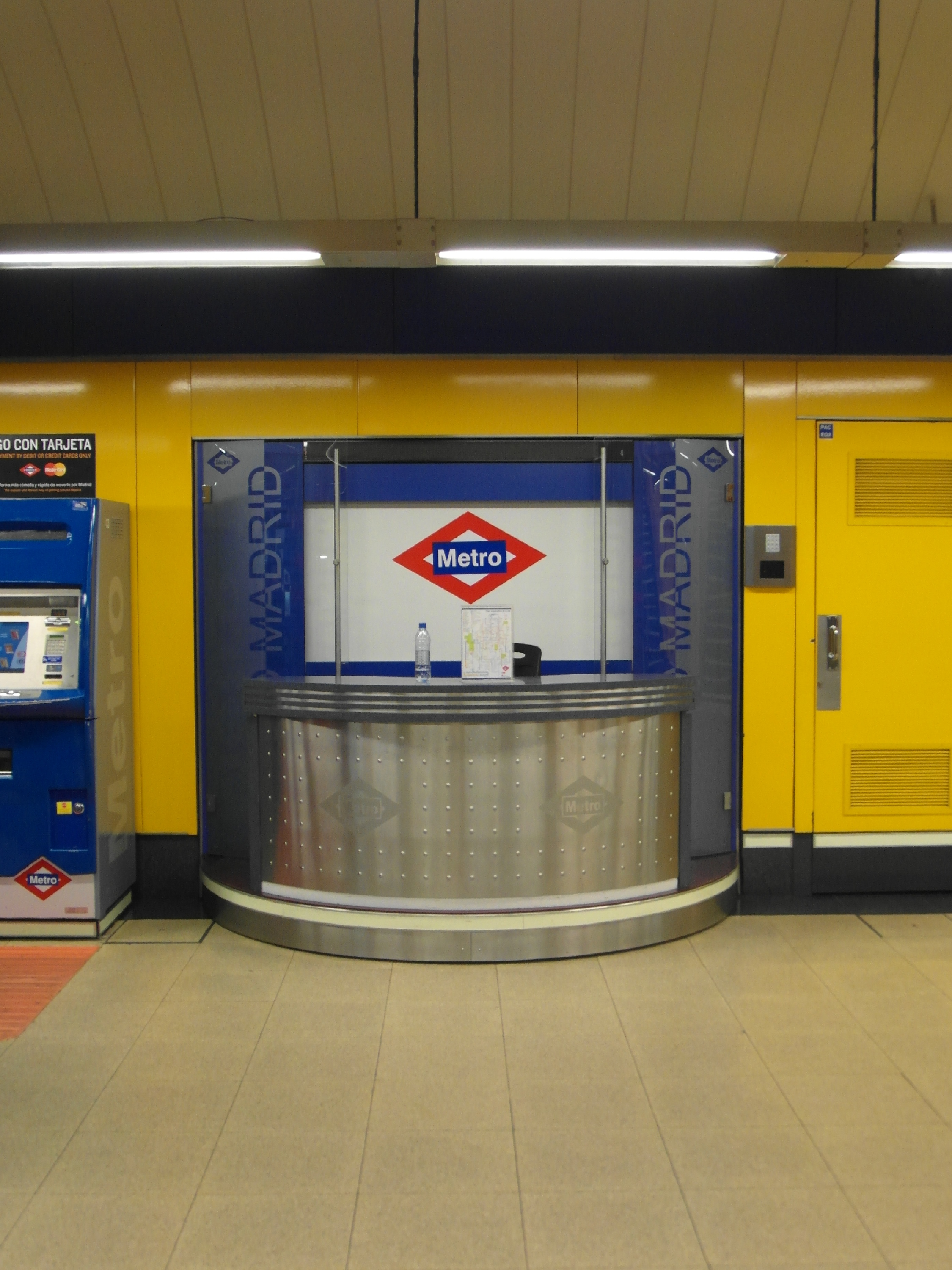
Informační kiosek
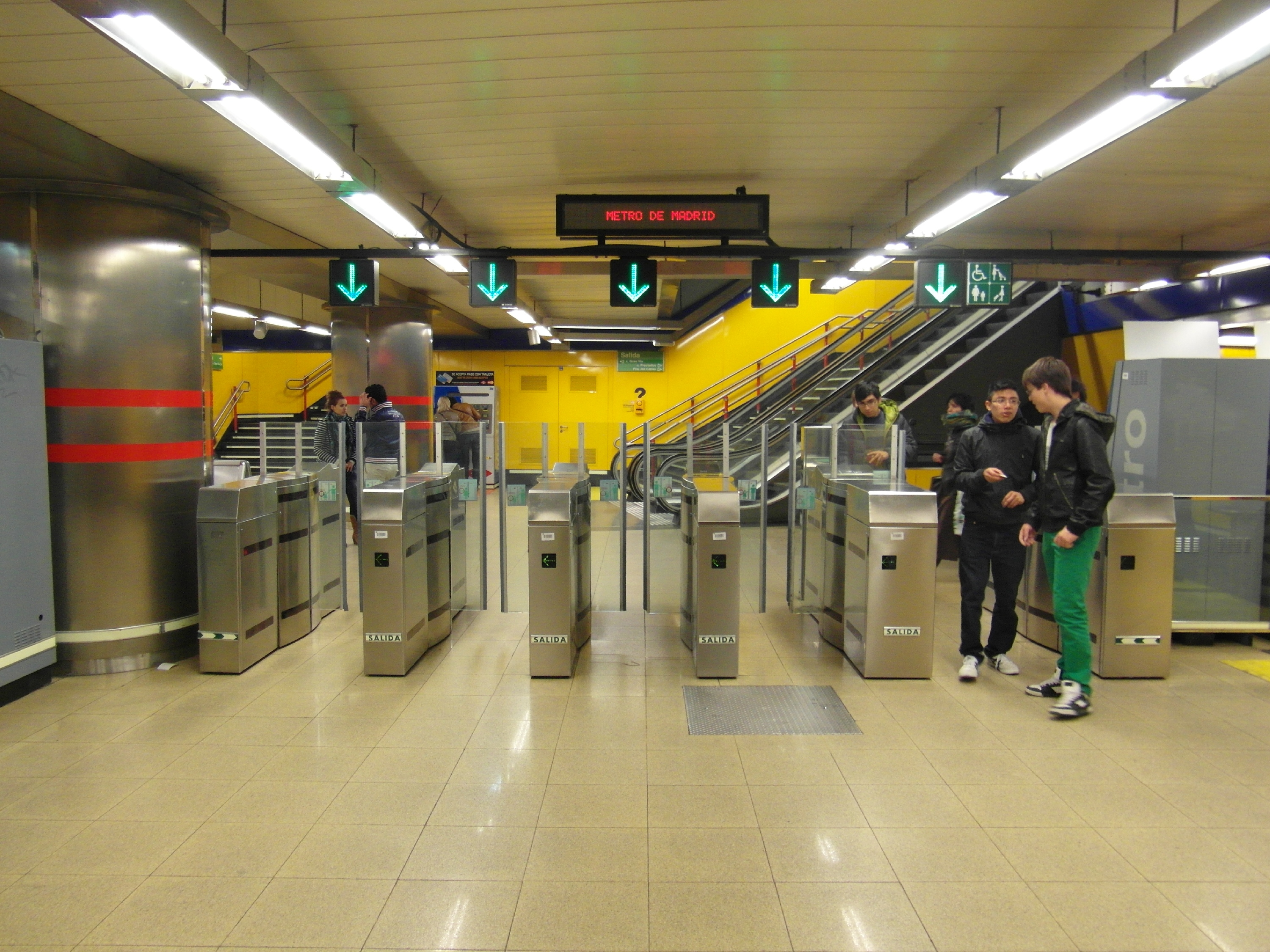
Turnikety
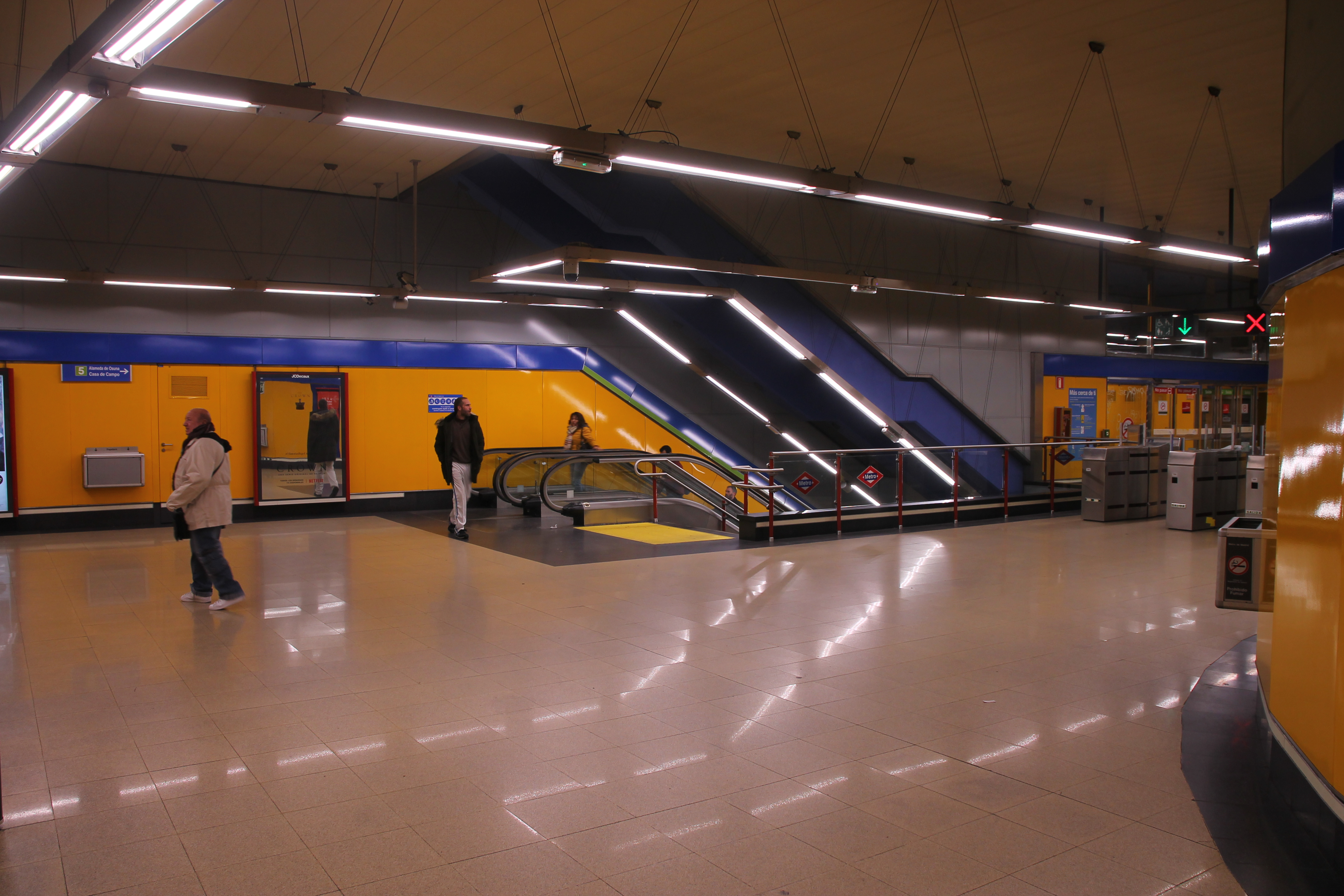
Přestup mezi stanicemi obou linek
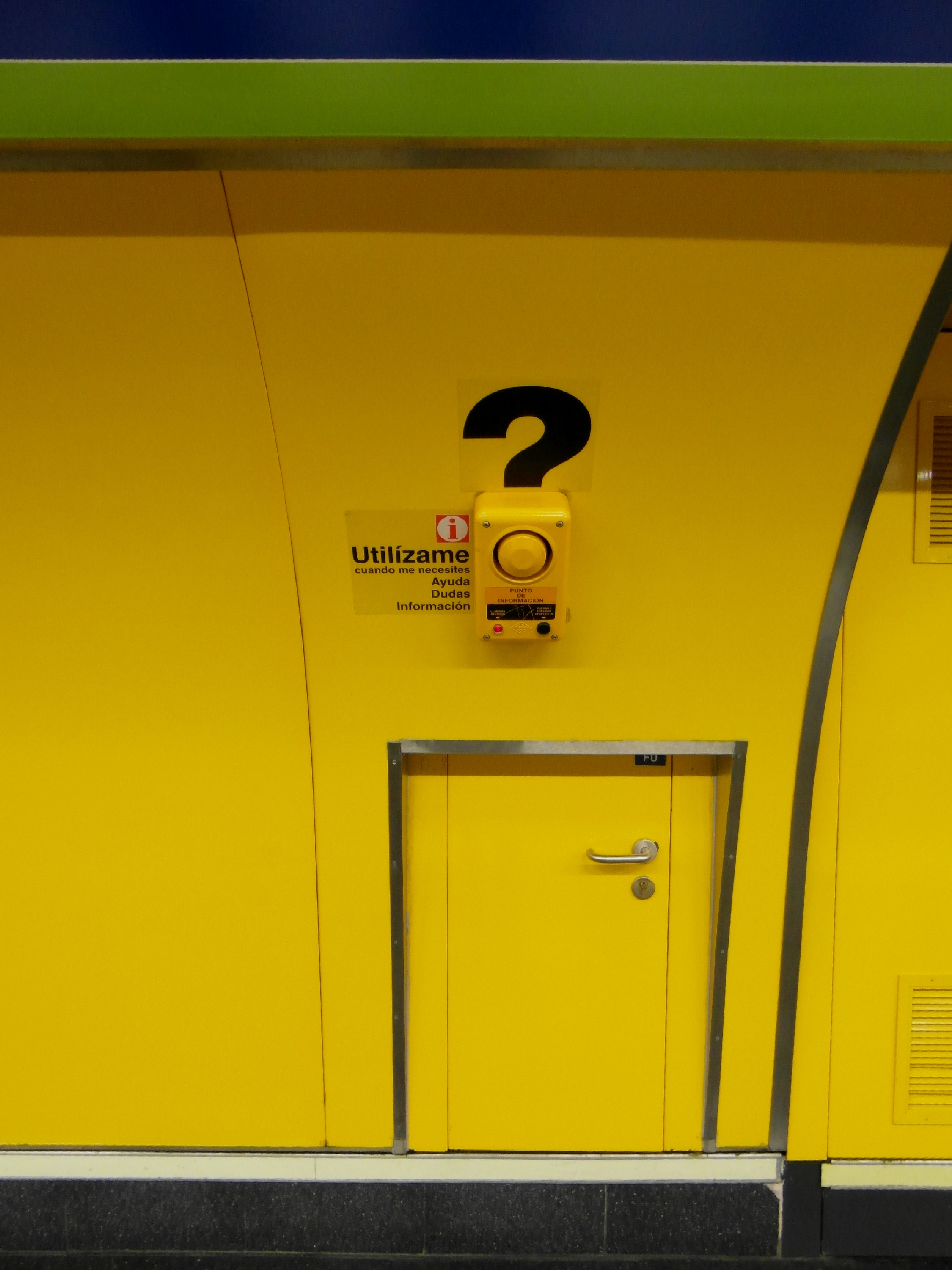
Hlásič ve stanici
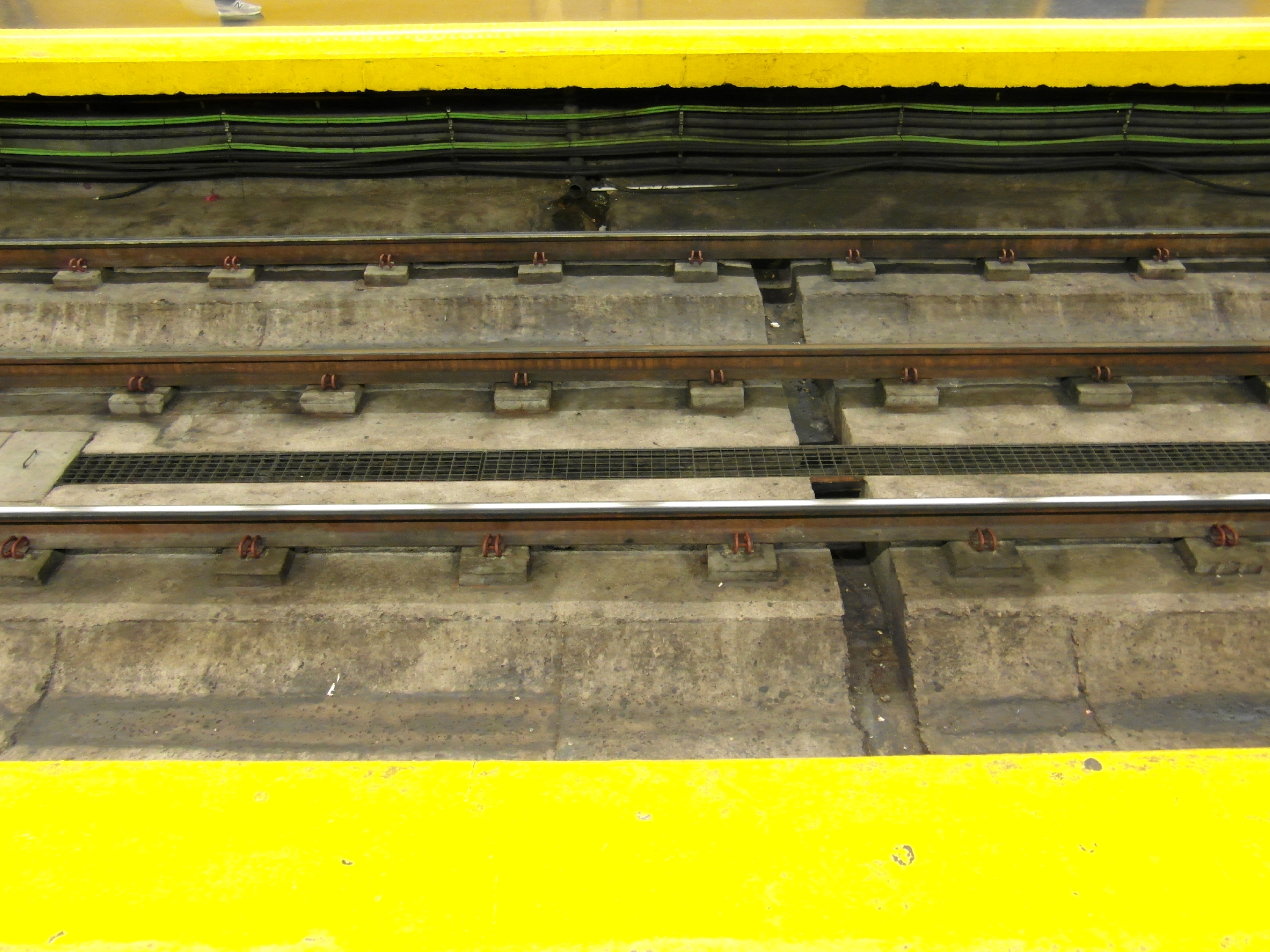
Kolejiště linky 5